# Шердлоу
Шердлоу — деревня в Дербишире, Англия, примерно в 6 милях (9,7 км) к юго-востоку от Дерби и в 11 милях (18 км) к юго-западу от Ноттингема.
У деревни протекает река Трент и берёт начало канал Трент-Мерси.

## История
Ранние сведения о человеческой деятельности на территории Шердлоу относятся к 1500 году до нашей эры. 
В 1999 году в гравийном карьере по соседству с деревней была обнаружена 12-футовой длины (3,7 м) лодка-долблёнка бронзового века (теперь находится в музее Дерби). Спустя пять лет в карьере был раскопан бронзовый меч. Существует также курган каменного века в Локтингтоне, поселение железного века между Шердлоу и рекой, и римские находки в Великой Вильно.
В XVIII-XX веках — важный речной порт для перевалки грузов между рекой Трент и каналом Трент-Мерси, который берёт там начало. В годы своего расцвета, с 1770 до 1840-х годов назывался «Сельский Роттердам» и «Малый Ливерпуль». Сегодня Шердлоу считается самым полным сохранившимся в Британии примером деревни у канала, и известен большим количеством сохранившихся исторических зданий.

## Достопримечательности
За рекой Трент находится Замок Донингтон

## Известные жители
Чарльз Уильям Ингрэм — майор Британской армии, компьютерный мастер и писатель, ставший скандально известным после обманного выигрыша 1 миллиона фунтов стерлингов в британском телешоу Who Wants to Be a Millionaire?. Ингрэм был признан мошенником, поскольку пользовался незаконными подсказками, и получил условный тюремный срок вместе со своей женой Дайаной.